# فهرست میراث جهانی در دانمارک
میراث جهانی در دانمارک شامل ۸ اثر فرهنگی و ۳ اثر طبیعی می‌باشد. سایت‌های میراث جهانی سازمان آموزشی، علمی و فرهنگی ملل متحد، یونسکو مکان‌هایی هستند که دارای اهمیت فرهنگی یا طبیعی هستند، همان‌طور که در پیمان‌نامه میراث جهانی یونسکو، که در سال ۱۹۷۲ تأسیس شده، شرح داده شده است. دانمارک این پیمان‌نامه را در تاریخ ۲۶ ژوئیه ۱۹۷۹ پذیرفت و از آن هنگام، مکان‌های طبیعی و فرهنگی دانمارک دارای شرایط برای گنجانده شدن در فهرست میراث جهانی هستند.
نخستین سایتی که در دانمارک فهرست شد سنگ‌های یلینگ بود که در هجدهمین نشست کمیته میراث جهانی یونسکو که در سال ۱۹۹۴ در پوکت، تایلند برگزار شد فهرست شد. دیگر سایت‌ها در سال‌های ۱۹۹۵، ۲۰۰۰، ۲۰۰۴، ۲۰۰۹، ۲۰۱۴، ۲۰۱۷، ۲۰۱۸ و ۲۰۲۳ فهرست شدند. تا سال ۲۰۲۳، ۱۱ سایت میراث جهانی در دانمارک وجود دارد که شامل ۸ سایت فرهنگی و ۳ سایت طبیعی هستند و همچنین ۴ اثر در فهرست آزمایشی قرار دارند. سه سایت به نام‌های کوجاتا، جزیره نیپیسات و آبدره ایلولیسات در گرینلند واقع شده‌اند که یک منطقه خودمختار در پادشاهی دانمارک است.
هشت سایت در دانمارک فرهنگی و سه سایت طبیعی هستند. سایت طبیعی دریای وادن با آلمان و هلند مشترک است. در سال ۲۰۱۴، بخش دانمارکی دریا به میراث که در سال ۲۰۰۹ فهرست شده بود افزوده شد.

## میراث جهانی
یونسکو سایت‌ها را با ده معیار فهرست می‌کند. هر ورودی باید حداقل یکی از معیارها را داشته باشد.
| #  | نگاره              | نام                             | موقعیت                                     | سال ثبت | ش ثبتمعیارها     | شرح | منبع   |
| ۱  | Jelling stoness    | سنگ‌های یلینگ                    | یلینگ                                      | ۱۹۹۴    | ۶۹۷ iii          | بناهای یلینگ شامل سنگ‌های رونی، گورپشته‌ها و یک کلیسا می‌شود. این مکان نشان‌دهنده تغییر دین دانمارک از پاگانیسم نورس به مسیحیت در سده ۱۰ میلادی است. دو گورپشته پاگان هستند و یک سنگ رونی توسط پادشاه گورام پیر ساخته شده است. سنگ رونی بزرگ‌تر به مسیحی‌سازی دانمارک اشاره دارد که توسط هارالد بلاتند ساخته شده و او همچنین در نزدیکی یک کلیسا ساخته است. | [ ۷ ]  |
| ۲  | Roskilde Cathedral | کلیسای جامع روسکلید             | روسکیلد                                    | ۱۹۹۵    | ۶۹۵ ii, iv       | ساخت این کلیسای جامع در سده ۱۲ میلادی با شیوه معماری رمانسک آغاز شد و با شیوه معماری گوتیک به پایان رسید. این مکان با آجر ساخته شده است و معماری کلیسایی ابتدایی در اروپای شمالی را نشان می‌دهد. همچنین از سده ۱۵ میلادی این مکان آرامگاه پادشاهان دانمارکی سرشناسی بوده است.                                                                         | [ ۸ ]  |
| ۳  | Kronborg Castle    | قلعه کرانبورگ                   | هلسینگور                                   | ۲۰۰۰    | ۶۹۶ iv           | دژ رنسانس که در انتهای سده ۱۶ میلادی ساخته شده است، در تنگ‌ترین نقطه تنگه اورسوند قرار دارد. در سال ۱۶۲۹ در یک آتش‌سوزی این مکان نابود شد اما کمی بعد دقیقاً به همان شکل بازسازی شد و تغییرات نظامی‌ای روی آن صورت گرفت. کرانبورگ مکان رخ دادن نمایش‌نامه شکسپیر، هملت است.                                                                               | [ ۹ ]  |
| ۴  |                    | آبدره ایلولیسات                 | آواناتا                                    | ۲۰۰۴    | ۱۱۴۹ vii, viii   | آبدره ایلولیسات یکی از معدود مکان‌هاییست که یخسار گرینلند به دریا برخورد می‌کند. این مکان یکی از فعال‌ترین یخسارهای جهان است که سالانه بیش از ۳۵ کیلومتر مکعب (۸٫۴ مایل مکعب) یخ زایش می‌کند. بیش از ۲۵۰ سال است که این مکان مورد پژوهش و تحقیق است و دربارهٔ یخچال‌شناسی و گرمایش جهانی اطلاعاتی کشف شده است.                                             | [ ۱۰ ] |
| ۵  | Stevns Klint       | استونز کلینت                    | استونز                                     | ۲۰۱۴    | ۱۴۱۶ viii        | استونز کلینت یک صخره ساحلی به طول ۱۵ کیلومتر (۹٫۳ مایل) است که حاوی فسیل‌های زیادی می‌باشد. این مکان مدرک این است که دهانه چیکشلوب سیاره را در انتهای دوران کرتاسه، نزدیک به ۶۶ میلیون سال پیش شکست که منجر به رویداد انقراض کرتاسه-پالئوژن شد. این سایت همچنین نحوه رشد گیاهان پس از رویداد انقراض را نشان می‌دهد.                                     | [ ۱۱ ] |
| ۶  |                    | دریای وادن                      | پارک ملی دریای وادن                        | ۲۰۱۴    | ۱۳۱۴ viii, ix, x | دریای وادن بزرگ‌ترین سامانه غیرقابل شکست ماسه و گل و لای جزر و مدی در جهان است. این مکان از لحاظ تنوع زیستی مهم است و گونه‌هایی مانند فک بندرگاه، فک خاکستری و گرازماهی بندر در آن زندگی می‌کنند. در سال ۲۰۱۴، بخش دانمارکی دریا به میراثی که در سال ۲۰۰۹ توسط آلمان و هلند فهرست شده بود افزوده شد.                                                    | [ ۵ ]  |
| ۷  |                    | کریستنزفیلد                     | کریستنزفیلد                                | ۲۰۱۵    | ۱۴۶۸ iii, iv     | کریستنزفیلد که در سال ۱۷۷۳ بنیان‌گذاری شد یک سکونتگاه برنامه‌ریزی‌شده کلیسای موراوی است که برابرگرایی جامعه را نشان می‌دهد. این سکونتگاه شامل ساختمان‌های مهمی مانند خانه‌های جمعی برای بیوه‌های حضار در کلیسا و مردان و زنان مجرد برای رفاه عمومی است. | [ ۱۲ ] |
| ۸  |                    | چشم‌اندازهای شکار در شیلند شمالی | جنگل دیرهای، گریبسکو، یگرزبورگ دیرهو       | ۲۰۱۵    | ۱۴۶۹ ii, iv      | این سایت شامل دو جنگل است که اشراف دانمارکی در آن شکار می‌کردند. میان سده‌های ۱۷ و ۱۸ میلادی این مکان به اوج فعالیتش رسید. جنگل‌ها مطابق با اصول برنامه‌ریزی منظر باروک اصلاح شدند، برای نمونه خطوط شکار که در یک سیستم ستاره‌ای قرار گرفته‌اند، حصارهای اضافی، نقاط جهت‌گیری، و اقامتگاه‌های شکار در مکان ساخته شدند.                                       | [ ۱۳ ] |
| ۹  | Hvalsey Church     | کویاتا                          | کوجالق                                     | ۲۰۱۷    | ۱۵۳۶ v           | کویاتا یک چشم‌انداز کشاورزی است که توسط دو فرهنگ نورس‌ها میان سده‌های ۱۰ تا ۱۵ میلادی و اینوئیت‌ها از سده هجدهم شکل گرفت. اگرچه این دو فرهنگ جدا بودند، اما هر دو بر ترکیبی از کشاورزی، دامداری و شکار پستانداران دریایی متکی بودند. | [ ۱۴ ] |
| ۱۰ | Hvalsey Church     | آسویسیت-نپیسات                  | ققاتا                                      | ۲۰۱۸    | ۱۵۵۷ v           | این ناحیه تاریخ ۴۲۰۰ ساله بشری که به شکار جانورانی زمینی و دریایی مانند گوزن شمالی مرتبط است را نشان می‌دهد. سایت باستان‌شناسی را می‌توان به دوران‌های مانند سقاق (۲۵۰۰–۷۰۰ پ. م)، دورست (۸۰۰ پ. م-۱)، اینوییت تولی (از سده سیزدهم) و دوران استعماری (از سده هجدهم) مختلفی ربط داد.                                                                      | [ ۱۵ ] |
| ۱۱ |                    | دژهای مدور دوران وایکینگ‌ها      | فیرکت، اگرزبورگ، نونبکن، ترلبورگ، بورگرینگ | ۲۰۲۳    | ۱۶۶۰iii, iv      | این دژها که همگی یک شکل معیار دایره‌ای دارند در مدت زمان کوتاهی (۹۷۵–۹۸۰) هنگام حکم‌رانی هارالد بلاتند ساخته شدند. از آنجایی که آن‌ها تنها برای مدت کوتاهی کار کردند و بعداً بیشتر بدون فعالیت بودند، دربارهٔ دانمارک در دوران عصر وایکینگ‌ها اطلاعات و بینش مهمی ارائه می‌دهند.                                                                            | [ ۱۶ ] |

## فهرست آزمایشی
علاوه بر سایت‌های موجود در فهرست میراث جهانی، کشورهای عضو می‌توانند فهرستی از سایت‌های آزمایشی را که ممکن است برای نامزدی در نظر بگیرند، در این فهرست قرار دهند. نامزدها در فهرست میراث جهانی تنها در صورتی پذیرفته می‌شوند که سایت قبلاً در فهرست آزمایشی قرار داشته باشد.
تا تاریخ ۲۰۱۹، دانمارک ۴ مکان در فهرست آزمایشی خود دارد.
| # | نگاره                                      | نام                                 | موقعیت    | سال ثبت | ش ثبتمعیارها        | شرح | منبع          |
| ۱ | Amalienborg, look at the square from above | املینبورگ                           | کپنهاگ    | ۱۹۹۳    | ۱۷۹ i, ii, iv       | املینبورگ در سده ۱۸ میلادی به عنوان گسترشی برای شهر قرون وسطایی کپنهاگ ساخته شد. میدان اصلی چهار بنای همسان دارد که توسط نیلز آیگویت در سبک روکوکو برای خاندان‌های اشرافی ساخته شد. پیکره سواره فردریک پنجم در وسط میدان برپا است. | [ ۱۸ ] [ ۱۹ ] |
| ۲ | Hanklit cliff, Mors island                 | چشم‌اندازهای خاک دیاتومه در لیمفیورد | یوتلاند   | ۲۰۱۰    | ۵۴۷۴viii, ix        | آبدره غربی شامل ته‌نشست‌های غنی از خاک دیاتومه از ایپرزین است. بزرگ‌ترین ته‌نشست‌ها دور جزیره‌های مورس و فور قرار دارند. ته‌نشست‌ها شامل فسیل‌هایی از گونه‌هایی مانند پرندگان، خزندگان و ماهی هستند. | [ ۲۰ ]        |
| ۳ |                                            | دروگر                               | دروگر     | ۲۰۱۹    | ۶۳۷۵ ii, iii, iv, v | شهر دروگر برروی ساحل استراتژیک اورسوند واقع شده است. هم شهر قدیمی که به خوبی حفظ شده و هم بندرگاه گواهی بر زمانی دارند که دانمارک یک کشور مهم دریانوردی بود و کشتی‌هایی از دروگر نه تنها به سوی دریای بالتیک و شمال اروپا، بلکه به قاره آمریکا، آفریقا و آسیا می‌رفتند. | [ ۲۱ ]        |
| ۴ | Møns_Klint                                 | مونس کلینت                          | جزیره مون | ۲۰۲۳    | ۶۶۳۲viii, vii       | یک صخره گچی ساحلی به طول ۶ کیلومتر با ویژگی‌های زمین‌شناسی و منظره استثنایی است. صخره‌های سفید از گچ کرتاسه تشکیل شده‌اند که در آخرین عصر یخبندان، قرن بیستم، توسط یخچال‌های طبیعی به یکی از بزرگ‌ترین مجموعه یخبندان‌ساختی جهان تبدیل شده‌اند. ۱۷۰۰۰ سال پیش موقعیت ساحلی با فرسایش موجی فعال سطح مقطعی تماشایی را با نوردهی برجسته بیش از ۹۰۰۰ متر و یک نقش برجسته ساختاری ۲۰۰ متری از پایه تا بالای مجموعه را به نمایش گذاشته است. صخره‌های سفید شیب دار، بیش از ۱۲۰ متر بالاتر از سطح دریا، برج‌های دندانه دار سفیدی را بر فراز آب‌های فیروزه ای، سواحل سنگی سنگ چخماق سیاه، و جنگل‌های درخت راش سبز در بالای آن تشکیل می‌دهند. | [ ۲۲ ]        |